# Ribeira do Teixeira
Ribeira do Teixeira é um curso de água português localizado no concelho da Ribeira Grande, ilha de São Miguel, arquipélago dos Açores.
Este curso de água, drena uma bacia hidrográfica com início a cerca de 750 metros de altitude nos contrafortes da elevação do Pico do Fogo, montanha onde se encontra a Lagoa do Fogo.
Recebe vários afluentes que procedem à drenagem do Pico Vermelho. Desagua no Oceano Atlântico, na costa Norte da ilha depois de atravessar o concelho da Ribeira Grande.